# Winder Laird Henry

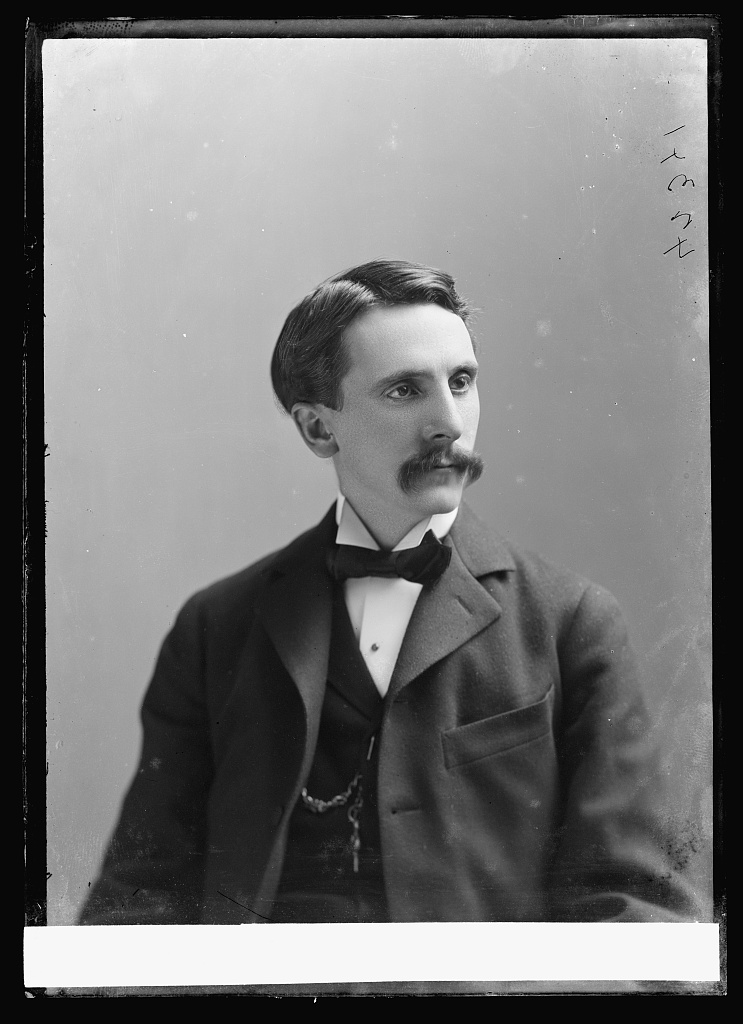
Winder Laird Henry (ca. 1894–1901)

Winder Laird Henry (* 20. Dezember 1864 bei Cambridge, Dorchester County, Maryland; † 5. Juli 1940 ebenda) war ein US-amerikanischer Politiker. Zwischen 1894 und 1895 vertrat er den Bundesstaat Maryland im US-Repräsentantenhaus.

## Werdegang
Winder Henry war ein Nachfahre von Gouverneur Charles Goldsborough (1765–1834) und von US-Senator Robert Henry Goldsborough (1779–1836) sowie der Sohn des Kongressabgeordneten Daniel Maynadier Henry (1823–1899). Er besuchte die öffentlichen Schulen seiner Heimat und arbeitete danach im Handel. Anschließend wurde er Anteilseigner und Herausgeber der Zeitung Cambridge Chronicle. Gleichzeitig schlug er als Mitglied der Demokratischen Partei eine politische Laufbahn ein.
Nach dem Tod des Abgeordneten Robert Franklin Bratton wurde Henry bei der fälligen Nachwahl für den ersten Sitz von Maryland als dessen Nachfolger in das US-Repräsentantenhaus in Washington, D.C. gewählt, wo er am 6. November 1894 sein neues Mandat antrat. Da er bei den regulären Kongresswahlen des Jahres 1894 nicht mehr kandidierte, konnte er bis zum 3. März 1895 nur die laufende Legislaturperiode im Kongress beenden.
Nach dem Ende seiner Zeit im US-Repräsentantenhaus arbeitete Henry bis 1898 wieder im Zeitungsgeschäft. Nach einem Jurastudium und seiner 1898 erfolgten Zulassung als Rechtsanwalt begann er in diesem Beruf zu praktizieren. Zwischen 1899 und 1903 gehörte Winder Henry zum Stab von Gouverneur John Walter Smith. In den Jahren 1908 und 1909 fungierte er als Richter im ersten Gerichtsbezirk von Maryland. Danach betätigte er sich wieder als Rechtsanwalt und stieg in das Bankgewerbe ein. Zwischen 1914 und 1916 war Henry auch Mitglied der Dienstleistungskommission des Staates Maryland. Er starb am 5. Juli 1940 in Cambridge.